# Festa Major (disc)
Festa Major és el segon disc de La Trinca (Edigsa, 1970). La majoria de les 13 cançons que el componen segueixen per ordre cronològic, "amb una barreja molt reeixida d'ironia i costumisme, i amb l'ús prodigiós d'un gustosíssim llenguatge popular", els actes d'un dia de festa major típic d'un poble de la Catalunya de final dels anys seixanta: «El pregó», «La passada», «L'ofici solemne», «El sermó», «Les sardanes», «El concert», «La processó», «Els gegants», «El castell de focs», «L'envelat», «Ball de rams»... El disc, que també va donar nom al primer espectacle del grup de Canet, va ser un gran èxit de públic, sostingut en el temps. Tot i que no és un disc gaire representatiu de l'humor de La Trinca, com reconeixen els mateixos components del grup, tant el disc com la cançó que hi dona títol surten habitualment en les antologies de música catalana.